# Кошаркашка репрезентација Катара
Кошаркашка репрезентација Катара представља Катар на међународним кошаркашким такмичењима и под контролом је Кошаркашког савеза Катара.

## Учешћа на међународним такмичењима

### Светска првенства(1)
| Година | Позиција              | Ут.                   | Поб.                  | Пор.                  |
| ------ | --------------------- | --------------------- | --------------------- | --------------------- |
| 2006.  | 24.                   | 5                     | 0                     | 5                     |
| 2010.  | Није се квалификовала | Није се квалификовала | Није се квалификовала | Није се квалификовала |
| 2014.  | Није се квалификовала | Није се квалификовала | Није се квалификовала | Није се квалификовала |
| 2019.  | -                     | -                     | -                     | -                     |
| Укупно | -                     | 5                     | 0                     | 5                     |

### Азијска првенства(10)
| Година | Позиција              | Ут.                   | Поб.                  | Пор.                  |
| ------ | --------------------- | --------------------- | --------------------- | --------------------- |
| 1991.  | 16.                   | 7                     | 1                     | 6                     |
| 1993.  | Није се квалификовала | Није се квалификовала | Није се квалификовала | Није се квалификовала |
| 1995.  | Није се квалификовала | Није се квалификовала | Није се квалификовала | Није се квалификовала |
| 1997.  | Није се квалификовала | Није се квалификовала | Није се квалификовала | Није се квалификовала |
| 1999.  | Није се квалификовала | Није се квалификовала | Није се квалификовала | Није се квалификовала |
| 2001.  | 5.                    | 7                     | 4                     | 3                     |
| 2003.  |                       | 8                     | 6                     | 2                     |
| 2005.  |                       | 8                     | 7                     | 1                     |
| 2007.  | 7.                    | 8                     | 5                     | 3                     |
| 2009.  | 6.                    | 9                     | 4                     | 5                     |
| 2011.  | 16.                   | 5                     | 0                     | 5                     |
| 2013.  | 6.                    | 8                     | 5                     | 3                     |
| 2015.  | 7.                    | 9                     | 4                     | 5                     |
| 2017.  | 13.                   | 3                     | 0                     | 3                     |
| Укупно | 2 x                   | 72                    | 36                    | 36                    |